# Leixaprén
El leixaprén (también escrito leixa-pren, lexaprén, leixaprende, leixaprenda, laixapren o, incluso, deixa-prende) es una figura retórica característica de la lírica galaico-portuguesa —aunque también se encuentra en la provenzal y en la castellana— que «consiste en terminar una estrofa y comenzar la siguiente con las mismas palabras». Navarro Tomás amplía un poco más esta definición, y define el leixaprén como «la repetición de una o varias palabras de un verso en el comienzo del verso siguiente, o del último verso de una estrofa en el primero de la estrofa siguiente». Esta repetición puede presentar otras modalidades, como las de reiterar todo un verso con la misma o con distinta ordenación en el siguiente, o bien la de repetir el primer verso como primera parte del segundo, o bien, en cantigas de más de dos estrofas, «abrir la tercera estrofa repitiendo el segundo verso de la primera y completándola con otro verso que rima con él».
Etimológicamente, el término leixaprén o deixa-prende procede de la unión de dos verbos: el verbo dejar, deixar en gallego y portugués, lexar en castellano antiguo, procedente del latín (de-)laxare y el verbo agarrar o tomar, prender en gallego y portugués, del latín prehendere. Este «deja-toma» que conforma la traducción literal del término ejemplificaría el encadenamiento de palabras característico de este recurso.
Estébanez Calderón adjunta a su definición del leixaprén estos dos ejemplos, que presentan dos distintos modelos de aparición de esta figura retórica. El primero, procede de una cantiga de amigo de Bernardo o Bernal de Bonaval, trovador gallego del siglo XIII. Aquí el leixaprén se manifiesta con la recuperación del último verso de cada uno de los dos primeros pareados en el encabezamiento de los dos pareados siguientes:

- Ai fremosinha, se ben ajades,

longi de vila quen asperades?

- Vin atender meu amigo.

- Ai, fremosinha, se gradoedes,

longi de vila quen atendedes?

- Vin atender meu amigo.

- Longi de vila quen asperades?

- Direi-vo-l'eu, pois, me perguntades:

Vin atender meu amigo.

- Longi de vila quen atendedes?

- Direi-vo-l'eu, poi-lo non sabedes:

Vin atender meu amigo.
Bernal de Bonaval (s. XIII)

En el otro ejemplo citado, procedente del Libro de Buen Amor (concretamente, de la serrana de Gadea de Riofrío), donde encontramos otro tipo de leixaprén, en el que la última palabra de cada estrofa se repite al inicio de la estrofa siguiente, en ocasiones con ciertos cambios, llegando incluso a jugar con la homonimia: la segunda de las estrofas citadas termina con el sustantivo río y la estrofa siguiente comienza con riome, del verbo reír. Pese a la disparidad morfológica, el leixaprén funciona gracias a la homonimia.

A la fuera d'esta aldea la que aquí he nomblado,

encontreme con Gadea, vacas guarda en el prado,

yo l' dixe: «En buena hora sea de vos cuerpo tan guisado.»

Ella me repuso: «Ca la carrera has errado,

et andas como radío.»

«Radío ando, serrana, en esta grand' espesura,

a las veses omen gana o pierde por aventura;

mas quanto esta mañana del camino non he cura,

pues vos yo tengo hermana aquí en esta verdura

ribera de aqueste río.»

Riome como respuso la serrana tan sañuda,

desçendió la cuesta ayuso ¡cómo era atrebuda!

Dixo: «Non sabes el uso, como s'doma la res muda,

quiçá el pecado puso esa lengua tan aguda,

si la cayada te envío.»

Enviome la cayada aquí tras el pestorejo,

físome ir la cuestalada, derribome en el vallejo,

dixo la endiablada: «Así apilan el conejo:

sobart'he», dis, «el albarda, si non partes del trebejo:

liévate, vete, sandio.»
Juan Ruiz, Arcipreste de Hita (s. XIV)

## Origen del término
Los recursos de repetición como el leixaprén remiten al origen oral y musical de la lírica popular; esta lírica paralelística se ha documentado en los siglos XII y XIII sobre todo en la órbita galaico-portuguesa y también en la occitano-catalana, y debió tener congéneres, según intuyen muchos, en el resto de la península ibérica. Para rastrear los orígenes de este término en concreto, no podemos remitir al Arte de trobar gallego-portuguesa, que adolece de cierta pobreza terminológica, sino que conviene acudir a los tratados provenzales, donde sí se registran las llamadas coblas capfinidas: aquellas en las que en el primer verso de cada cobla aparece una palabra del último verso de la anterior; es decir, estrofas con leixaprén. 
En el Cancionero de Baena sí se registra ya la fórmula arte comuna de leixaprenda, que llega al Marqués de Santillana como lexaprén, en la que es una de las manifestaciones más célebres del término. En su Prohemio e carta, Santillana dice a propósito de los poetas gallego-portugueses: «e aun destos es çierto resçebimos los nonbres del arte, asý com(m)o maestría mayor e menor, encadenados, lexaprén e manzobre»